# Herman Frison
Pour les articles homonymes, voir Frison.
Herman Frison est un ancien coureur cycliste belge, né le 16 avril 1961 à Geel. Professionnel de 1983 à 1996, il a notamment remporté une étape du Tour de France 1987, les Quatre Jours de Dunkerque cette même année, et Gand-Wevelgem en 1990. Il est directeur sportif de l'équipe Lotto-Soudal de 2015 à 2021.

## Carrière
Frison quitte l'équipe Lotto-Soudal à la fin de l'année 2021.

## Palmarès

### Palmarès amateur
- 1981
  - 2e de la Coupe Marcel Indekeu
  - 3e d'Anvers-Zonhoven
  - 3e du Circuit des régions flamandes
- 1982
  - 7e étape du Ronde van de Kempen
- 1983
  - 2e du championnat de Belgique sur route amateurs
  -  Médaillé de bronze du championnat du monde militaire du contre-la-montre par équipes

### Palmarès professionnel
- 1983
  - 3e étape secteur A du Tour des Pays-Bas
  - 3e du Tour des Pays-Bas
- 1985
  - 3e du Circuit des Ardennes flamandes - Ichtegem
- 1986
  - Grand Prix de la ville de Vilvorde
  - 5e et 6e étapes du Tour des vallées minières
  - Flèche de Leeuw
  - 2e du Championnat des Flandres
  - 3e du Circuit Mandel-Lys-Escaut
- 1987
  - Grand Prix du 1er mai - Prix d'honneur Vic De Bruyne
  - Quatre Jours de Dunkerque :
    - Classement général
    - 3e étape

  - 4e étape du Tour de France
  - 2e de À travers la Belgique
  - 3e de Gand-Wevelgem
  - 3e du championnat de Belgique sur route
  - 8e du Circuit Het Volk
- 1988
  - 2e étape du Tour du Danemark
  - 2e du championnat de Belgique sur route
  - 2e du Grand Prix de la Libération (contre-la-montre par équipes)
  - 3e de la Course des raisins
  - 9e de Paris-Roubaix
- 1989
  - Grand Prix Betekom
  - 2e du Tour des Flandres
  - 3e du Championnat des Flandres
  - 3e du Grand Prix de la Libération (contre-la-montre par équipes)
  - 7e de Paris-Roubaix
  - 7e de la Wincanton Classic
  - 7e de la Coupe du monde
- 1990
  - Gand-Wevelgem
  - Nokere Koerse
  - 2e étape du Tour de la Communauté européenne
  - 2e de la Flèche côtière
  - 3e du Tour de Cologne
- 1991
  - Prix national de clôture
  - 3e de La Marseillaise
- 1992
  - 2e du Grand Prix Raymond Impanis
  - 3e du Circuit Mandel-Lys-Escaut
- 1993
  - Course des raisins
  - 2e de Paris-Bourges
  - 2e du Grand Prix Jef Scherens

## Résultats sur les grands tours

### Tour de France
6 participations
- 1987 : 122e, vainqueur de la 4e étape
- 1989 : abandon (14e étape)
- 1992 : 111e
- 1993 : 114e
- 1994 : abandon (15e étape)
- 1995 : hors délais (9e étape)

### Tour d'Italie
1 participation
- 1987 : non-partant (6e étape)

### Tour d'Espagne
2 participations
- 1985 : 93e
- 1989 : abandon (5e étape)